# ملكة جمال أمريكا 2012
مسابقة ملكة جمال أمريكا 2012 ، هي مسابقة ملكة جمال أمريكا رقم الخامسة والثمانين، عقدت مسابقة في مسرح الفنون المسرحية لمنتجع وكازينو بلانيت هوليوود في لاس فيغاس ستريب في بارادايس، نيفادا يوم السبت، 14 يناير 2012. ملكة جمال أمريكا، في نهاية هذا الحدث توجت لورا كيبلر من ولاية ويسكونسن من قبل ملكة تيريزا سكانلان من نبراسكا، توجت تم بثه مباشرة على قناة أيه بي سي. شاركة جميع الولايات ال 50 بالإضافة إلى مقاطعة كولومبيا وجزر العذراء الأمريكية وبورتوريكو لتنافس على اللقب.

## النتائج

### المراكز النهائية
| النتائج النهائية      | اسم المتنافسة                                                                                                   |
| --------------------- | --- |
| ملكة جمال أمريكا 2012 | - ويسكونسن - لورا كيبلر                                                                                         |
| الوصيفة الأولى        | - أوكلاهوما - بيتي تومبسون*                                                                                     |
| الوصيفة الثانية       | - نيويورك - كايتلين مونتي                                                                                       |
| الوصيفة الثالثة       | - أريزونا - جنيفر سيدلر                                                                                         |
| الوصيفة الرابعة       | - كاليفورنيا - نويل فريمان                                                                                      |
| أفضل 10               | - إلينوي - هانا سميث - أيوا – جيسيكا بري - لويزيانا - هوب أندرسون - تينيسي - ايرين هاتلي - تكساس - كيندال موريس |
| أفضل 13               | - ألاباما - كورتني بورتر** - فلوريدا - كريستينا جانولو - كارولاينا الجنوبية - بري بويس                          |
| أفضل 15               | - كارولاينا الشمالية - هيلي بيست - فرجينيا - إليزابيث كروت                                                      |

* - اختيار أمريكا
** - تم انقاذها من قِبل المندوبين الذين تم استبعادهم بعد مسابقة ملابس السباحة للتنافس في "فستان سهرة" باعتباره "بطاقة عشوائية""